# 丸谷嘉長
丸谷 嘉長（まるたに よしひさ、1962年9月29日 - ）は、日本の写真家。愛称は「マル」。

## 来歴
赤坂スタジオ勤務後、富永民生に師事し1990年に独立、（有）丸谷嘉長写真事務所を設立した。以来、広告、雑誌を中心に様々な表現の場で活動している。
日本コカ・コーラ「からだ巡茶」、英会話イーオン、明治製菓、興和、JA、花王、NEC、京王電鉄、DoCoMo等の広告をはじめ、「週刊文春」「週刊プレイボーイ」「サンデー毎日」「週刊現代」「UOMO」「CREA」「FRaU」「STORY」「VoCE」「Sports Graphic Number」、等幅広いジャンルの雑誌の撮影を行う。2007年には「読売ウィークリー」の「ドラマな表紙」を約半年間担当し、俳優や女優に毎回独特なシチュエーションとストーリーを考え撮影を行い個性的な表紙となった。
写真集も多く手掛け、小西真奈美「27」は約6年間撮影し、30,000枚におよぶ写真の中から作られた。スチールだけではなくNTTドコモ新潟、P&GのCMやFayray「over」のPVオリジナルムービー「UNTITLED」等ムービーの撮影も行っている。
2013年12月より約3ヶ月間、ライカプロフェッショナルストアにて「昼間の星 〜 Stars in the daytime 〜」展を開催。
会期中には様々なクリエイターを招きライブ感溢れるシューティングイベントも開催された。
丸谷自身のライカSシステムを通じて表現される世界観とクリエイターの感性がぶつかり、展示会場で新たな作品を生み出す印象的な展示会となった。
2018年女優松本穂香と作品撮影。[Negative Pop]のタイトルで1年間、1週間毎に発表。翌年2018年ネガティブポップ松本穂香集英社より発売。
2019年ネガティブポップの名前で作品発表サイトを制作。沢山のカメラマン、演者、クリエイターが参加negativepop

## 主な作品

### 広告
- 日本コカ・コーラ「からだ巡茶」
- 英会話イーオン
- 京王電鉄
- JA
- 明治製菓
- MEGMILK
- 興和
- マクドナルド
- 日立
- 花王
- エーザイ
- 読売新聞
- EPSON
- カルビー
- エースコック
- 京都きもの友禅

など

### 雑誌
【週刊誌】
- 週刊文春
- 週刊プレイボーイ
- サンデー毎日
- 週刊現代

【月刊誌】
- 東京カレンダー
- CREA
- UOMO
- FRaU
- STORY/美STORY
- VoCE
- T.
- 一個人
- ダ・ヴィンチ
- Number
- Cut
- 野性時代
- POPEYE

---休刊---
- BART
- Invitation
- Esquire
- 月刊テレビガイドMuse

### 写真集 ・本
- ハン・ヒョジュ：「ひざしのほうへ」（ぴあ株式会社）2014
- 黒川智花：「風花」（集英社）2010
- 真野恵里菜：「天国のドア」（ワニブックス）2010
- 広末涼子：「広末涼子・イン・トライアングル」（扶桑社）2009
- 佐藤寛子：「PORTRAIT」（ワニブックス）2007
- 小西真奈美：「27」（朝日出版社）2006
- 藤原竜也：「no control」（文藝春秋）2005
- 矢田亜希子：「BLOOMING」（集英社）2005
- 石田未来：「未来日和」（ワニブックス）2005
- 瀬戸朝香：「STAZIONE」（朝日出版社）2004
- 相武紗季：「water piece」（ワニブックス）2004
- 矢田亜希子：「YADA AKIKO」（集英社）2004
- 広末涼子：「広末涼子 New York RH Avenue 2003」（エンターブレイン）2003
- 奥菜恵：「THE OKINA 2/3 in Tokyo」（朝日出版社）2002
- 後藤理沙：「reflect」（ワニブックス）2002
- 国分佐智子：「Luna」（ワニブックス）2001
- 広末涼子：「teens」（集英社）2000
- 鶴田真由：「element」（ワニブックス）

- 島田雅彦：「不惑の手習い」（集英社）2008

### ジャケット
- 杏子
- 矢野沙織
- 松田樹利亜
- 平井堅
- ロンドンブーツ1号2号
- Do As Infinity
- Fayray

他多数。